# Асоціативна пам'ять
Асоціативна пам'ять (АП) (англ. Content-Addressable Memory) є особливим видом машинної пам'яті, що використовується для дуже швидкого пошуку. Відома також як пам'ять, що адресується за вмістом (англ. Content-addressable memory, CAM), або асоціативний масив, хоча останній термін частіше використовується в програмуванні для позначення структури даних. 
На відміну від звичайної машинної пам'яті (пам'яті довільного доступу, RAM), в якій користувач задає адресу пам'яті і ОЗП повертає слово даних, що зберігається за цією адресою, АП розроблена таким чином, щоби користувач вказував слово даних, і АП шукала його у всій пам'яті, щоби з'ясувати, чи зберігається воно де-небудь. Якщо слово даних знайдено, АП повертає список однієї або більше адрес зберігання, де слово було знайдено (і в деяких архітектурах, також повертає саме слово даних, або інші пов'язані частини даних). Таким чином, АП — апаратна реалізація того, що в термінах програмування назвали б асоціативним масивом.
Деякі використання:
- пошук за MAC-адресою в маршрутизаторах;
- контролер кешу і буфер асоціативної трансляції (TLB) в процесорах.